# WTA Taschkent

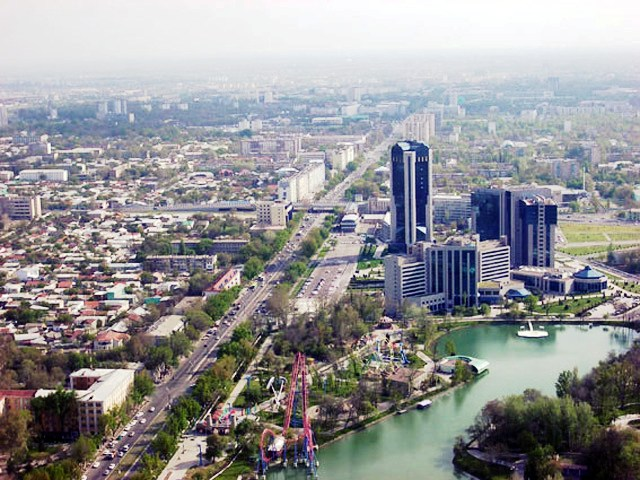

Das WTA Taschkent (offiziell: Tashkent Open) ist ein Damen-Tennisturnier der WTA, das seit 1999 in Usbekistan ausgetragen wird.
In den Jahren 1997 bis 2002 fand an gleicher Stelle auch ein Herrenturnier (Einzel und Doppel) der ATP World Tour statt.

## Siegerlisten

### Einzel
| Jahr                         | Siegerin               | Finalgegnerin        | Ergebnis       |
| ---------------------------- | ---------------------- | -------------------- | -------------- |
| ↓ Kategorie: Tier IVb ↓      |                        |                      |                |
| 1999                         | Anna Smaschnowa        | Laurence Courtois    | 6:3, 6:3       |
| ↓ Kategorie: Tier IVa ↓      |                        |                      |                |
| 2000                         | Iroda Toʻlaganova      | Francesca Schiavone  | 6:3, 2:6, 6:3  |
| ↓ Kategorie: Tier IV ↓       |                        |                      |                |
| 2001                         | Bianka Lamade          | Seda Noorlander      | 6:3, 2:6, 6:2  |
| 2002                         | Marie-Gaïané Mikaelian | Tazzjana Putschak    | 6:4, 6:4       |
| 2003                         | Virginia Ruano Pascual | Saori Obata          | 6:2, 7:62      |
| 2004                         | Nicole Vaidišová       | Virginie Razzano     | 5:7, 6:3, 6:2  |
| 2005                         | Michaëlla Krajicek     | Oqgul Omonmurodova   | 6:0, 4:6, 6:3  |
| 2006                         | Sun Tiantian           | Iroda Toʻlaganova    | 6:2, 6:4       |
| 2007                         | Pauline Parmentier     | Wiktoryja Asaranka   | 7:5, 6:2       |
| 2008                         | Sorana Cîrstea         | Sabine Lisicki       | 2:6, 6:4, 7:64 |
| ↓ Kategorie: International ↓ |                        |                      |                |
| 2009                         | Shahar Peer            | Oqgul Omonmurodova   | 6:3, 6:4       |
| 2010                         | Alla Kudrjawzewa       | Jelena Wesnina       | 6:4, 6:4       |
| 2011                         | Xenija Perwak          | Eva Birnerová        | 6:3, 6:1       |
| 2012                         | Irina-Camelia Begu     | Donna Vekić          | 6:4, 6:4       |
| 2013                         | Bojana Jovanovski      | Wolha Hawarzowa      | 4:6, 7:5, 7:63 |
| 2014                         | Karin Knapp            | Bojana Jovanovski    | 6:2, 7:64      |
| 2015                         | Nao Hibino             | Donna Vekić          | 6:2, 6:2       |
| 2016                         | Kristýna Plíšková      | Nao Hibino           | 6:3, 2:6, 6:3  |
| 2017                         | Kateryna Bondarenko    | Tímea Babos          | 6:4, 6:4       |
| 2018                         | Margarita Gasparjan    | Anastassija Potapowa | 6:2, 6:1       |
| 2019                         | Alison Van Uytvanck    | Sorana Cîrstea       | 6:2, 4:6, 6:4  |

### Doppel
| Jahr                         | Siegerinnen                                   | Finalgegnerinnen                             | Ergebnis          |
| ---------------------------- | --------------------------------------------- | -------------------------------------------- | ----------------- |
| ↓ Kategorie: Tier IVb ↓      |                                               |                                              |                   |
| 1999                         | Jewgenija Kulikowskaja Patricia Wartusch      | Eva Bes Gisela Riera                         | 7:63, 6:0         |
| ↓ Kategorie: Tier IVa ↓      |                                               |                                              |                   |
| 2000                         | Li Na Li Ting                                 | Iroda Toʻlaganova Hanna Saporoschanowa       | 3:6, 6:2, 6:4     |
| ↓ Kategorie: Tier IV ↓       |                                               |                                              |                   |
| 2001                         | Petra Mandula Patricia Wartusch               | Tetjana Perebyjnis Tazzjana Putschak         | 6:1, 6:4          |
| 2002                         | Tetjana Perebyjnis Tazzjana Putschak          | Mia Buric Galina Fokina                      | 7:5, 6:2          |
| 2003                         | Julija Bejhelsymer Tazzjana Putschak          | Li Ting Sun Tiantian                         | 6:3, 7:60         |
| 2004                         | Adriana Serra Zanetti Antonella Serra Zanetti | Marion Bartoli Mara Santangelo               | 1:6, 6:3, 6:4     |
| 2005                         | Maria Elena Camerin Émilie Loit               | Anastassija Rodionowa Galina Woskobojewa     | 6:3, 6:0          |
| 2006                         | Wiktoryja Asaranka Tazzjana Putschak          | Maria Elena Camerin Emmanuelle Gagliardi     | kampflos          |
| 2007                         | Kazjaryna Dsehalewitsch Nastassja Jakimawa    | Tazzjana Putschak Anastassija Rodionowa      | 2:6, 6:4, [10:7]  |
| 2008                         | Ioana Raluca Olaru Olha Sawtschuk             | Nina Brattschikowa Kathrin Wörle             | 5:7, 7:5, [10:7]  |
| ↓ Kategorie: International ↓ |                                               |                                              |                   |
| 2009                         | Wolha Hawarzowa Tazzjana Putschak             | Witalija Djatschenko Kazjaryna Dsehalewitsch | 6:2, 6:71, [10:8] |
| 2010                         | Alexandra Panowa Tazzjana Putschak            | Alexandra Dulgheru Magdaléna Rybáriková      | 6:3, 6:4          |
| 2011                         | Eleni Daniilidou Witalija Djatschenko         | Ljudmyla Kitschenok Nadija Kitschenok        | 6:4, 6:3          |
| 2012                         | Paula Kania Polina Pechowa                    | Anna Tschakwetadse Wesna Dolonz              | 6:2, Aufgabe      |
| 2013                         | Tímea Babos Jaroslawa Schwedowa               | Wolha Hawarzowa Mandy Minella                | 6:3, 6:3          |
| 2014                         | Aleksandra Krunić Kateřina Siniaková          | Margarita Gasparjan Alexandra Panowa         | 6:2, 6:1          |
| 2015                         | Margarita Gasparjan Alexandra Panowa          | Wera Duschewina Kateřina Siniaková           | 6:1, 3:6, [10:3]  |
| 2016                         | Ioana Raluca Olaru İpek Soylu                 | Demi Schuurs Renata Voráčová                 | 7:5, 6:3          |
| 2017                         | Tímea Babos Andrea Hlaváčková                 | Nao Hibino Oksana Kalaschnikowa              | 7:5, 6:4          |
| 2018                         | Olga Danilović Tamara Zidanšek                | Irina-Camelia Begu Raluca Olaru              | 7:5, 6:3          |
| 2019                         | Hayley Carter Luisa Stefani                   | Dalila Jakupović Sabrina Santamaria          | 6:3, 7:64         |